# Château de Poucques
 (octobre 2018).
Si vous disposez d'ouvrages ou d'articles de référence ou si vous connaissez des sites web de qualité traitant du thème abordé ici, merci de compléter l'article en donnant les références utiles à sa vérifiabilité et en les liant à la section « Notes et références ».
Le château de Poucques est un château du XVIIIe siècle situé à Poucques (commune d'Aalter) dans la province de Flandre-Orientale en Belgique. Le bâtiment est entièrement entouré d'eau et accessible par un pont à la fois par l'avant et par l'arrière.
On ignore quand le premier château a été construit à cet endroit, mais il est certain qu'il est mentionné dès 1139. Le bâtiment a joué un rôle important dans le conflit entre Louis de Male et les Gantois en 1382. C'est cette même année qu'a été tué Eulaard II de Poucques quand, à la tête des troupes du comte à la bataille de la plaine de Beverhout, il a essayé d'arrêter l'avance de la milice de Gand avant qu'elle eût pris sa citadelle.
Les châtelains de Poucques étaient de loyaux vassaux du comte de Flandre. Ainsi, Anastasia d'Oultre, seconde épouse d'Eulaard III de Poucques, s'est remariée avec Robert de Flandre, fils bâtard de Louis de Male.

## Histoire
Lors d'une révolte de Gand en 1452 contre Philippe le Bon, le château de Poucques fut pris par les gantois. Le bourguignon Jacques de Lalaing, chevalier de la Toison d'or, a été tué lors du siège de 1453 par un tir de l'artillerie défensive. Le 5 juillet 1452, la place est reprise par le duc et les 87 gantois présents sont pendus et le bâtiment détruit. La reconstruction a probablement duré plus d'un siècle. Après la mort de Jean III de Poucques en 1563, la seigneurie passe en possession de la famille de Mastaing, parents éloignés des seigneurs de Poucques. Jean de Jauche, seigneur de Mastaing, vendit la seigneurie à Philibert Delrye en 1588. Son fils Christoffel Delrye vendit le domaine en 1597 à Jean de Preudhomme de Lille.

### Reconstruction
Marc-Antoine de Preudhomme d'Hailly fit exécuter des travaux durant la période 1658-1664 et en 1671. Il n'est pas possible de savoir si ces travaux ont vraiment changé l'aspect du château, faute de sources et de représentations des périodes antérieures. Plus tard, il y eut des travaux majeurs durant la période 1743-1752 par Charles Florent Idesbald de Preudhomme d'Hailly, vicomte de Nieuport, Oombergen, Essche-Saint-Liévin et Schoonbergen, baron de Poucques et seigneur de Neuville, Kanegem et Velaine (1716 - Paris 1792).
Le jardin et l'imposant parc autour du château ont également été créés à l'initiative de Charles Florent Idesbald de Preudhomme d'Hailly. Dans le parc, il y avait un point central à partir duquel plusieurs voies s'ouvraient. De ce point, on pouvait voir toute la région. Par exemple, il y avait une voie qui allait de ce point central à la terrasse du château. D'autres voies allaient en direction des églises de Poucques, de Lotenhulle, de Ruiselede ou encore d'Aalter. Les voies ont ensuite disparu en grande partie à cause de la déforestation, lorsque la famille était moins prospère.
Enfin, en 1872, le château est vendu à Victor Pycke de Peteghem. La dernière rénovation majeure a eu lieu en 1872-1875.

### Pycke de Peteghem
En 1872, le Baron Victor Pycke de Peteghem (1835-1875), d'Audenarde, rachète le domaine. Des travaux de rénovation furent immédiatement entrepris, qui durèrent jusqu'en 1875. Le troisième étage fut intégré dans une toiture plus haute, l'intérieur et le jardin furent minutieusement revus. Il n'y a pratiquement aucun élément qui date d'avant 1872. Le jardin du château a de nouveau été entièrement rénové. La plus grande nouveauté dans le jardin est la construction d'un grand chenil en 1881. Les nouveaux propriétaires étaient des chasseurs passionnés. Le chenil était chauffée par un four, qui était situé de l'autre côté du grand chenil rond.
La dernière descendante, la baronne et maire Ines Pycke de Peteghem, fut la dernière à posséder et à habiter le château de Poucques. En 1951, la baronne fit don par testament de l'ensemble du domaine à la  Nationaal Werk der Katholieke Schoolkolonies (Œuvre nationale des colonies scolaires catholiques), qui fut acceptée après sa mort en 1955. Cette organisation sera renommée plus tard Duinen en Heide et y organisera des logements de vacances, pendant l'année scolaire, le domaine était devenu un centre pour les enfants à problèmes. En 1977, le château avec son parc de 56 hectares est devenu la propriété de la commune d'Aalter, qui l'utilise désormais pour des rassemblements culturels ou des fêtes. En juillet 2021, le conseil communal a cédé le château de Poucques au gouvernement flamand pour un montant symbolique.
Le château de Poucques a été protégé en tant que monument historique le 13 octobre 1943, tandis que le domaine est protégé en tant que patrimoine paysager depuis le 1er mars 1978.

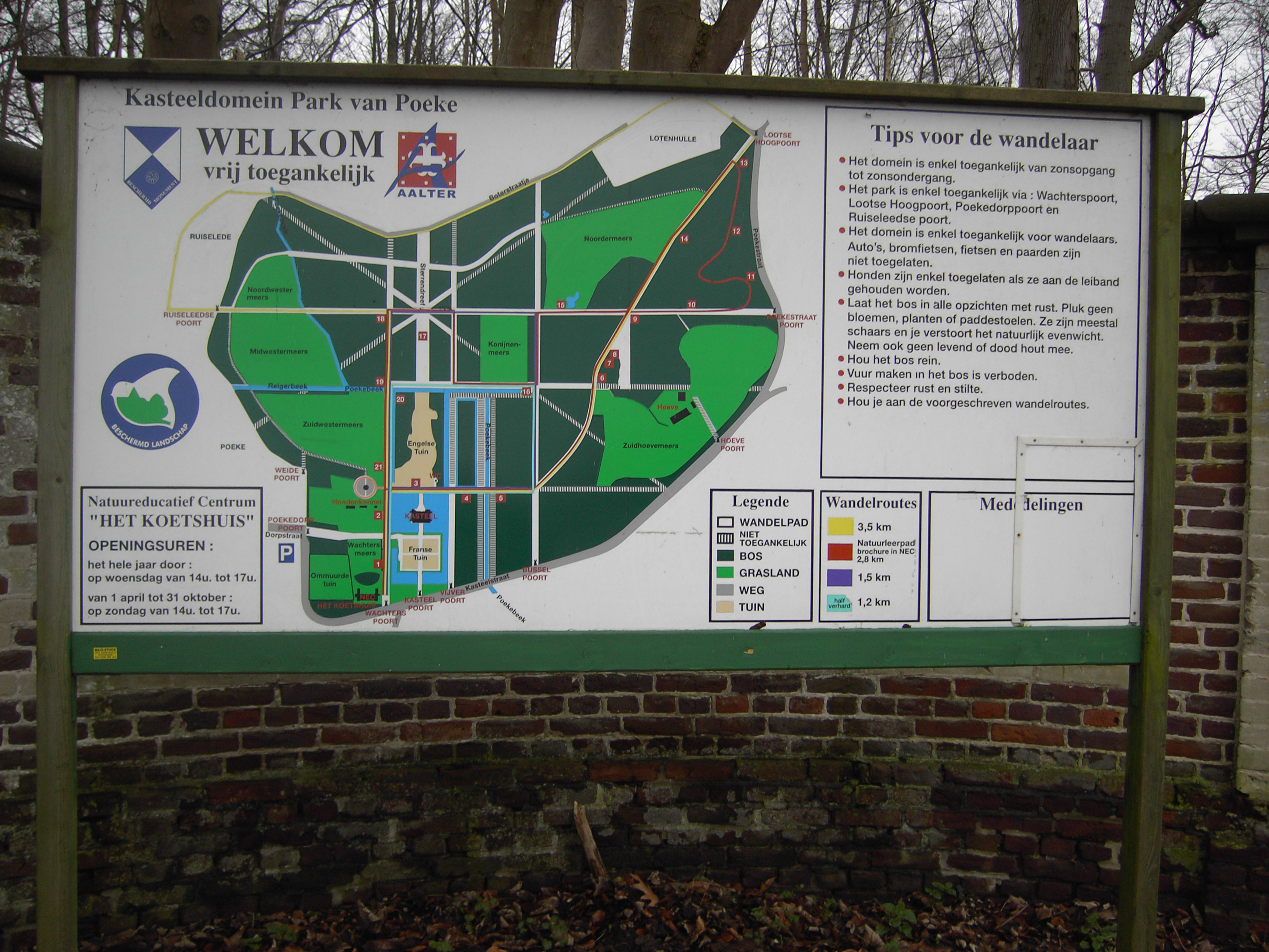
Plan du domaine.
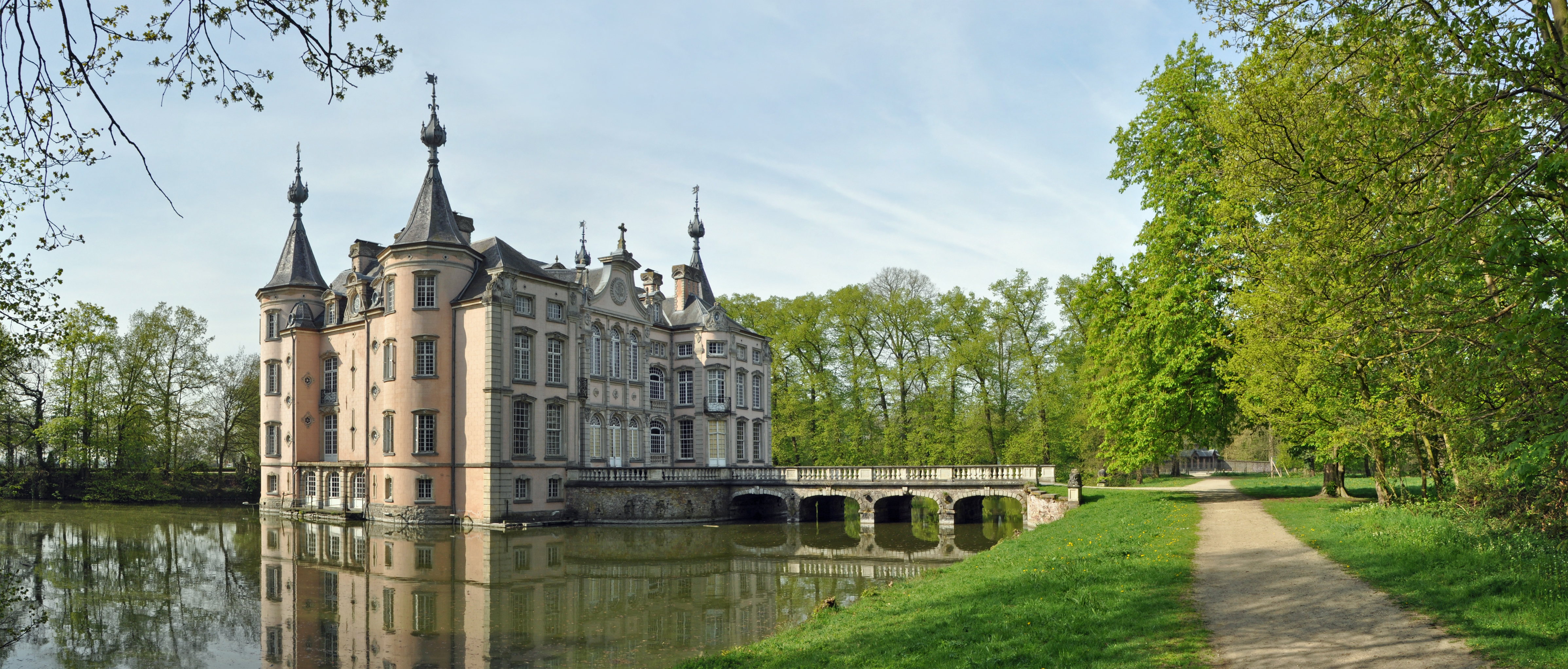
Vue de l'arrière du château.

## Tableau généalogique de la famille
De Preud'homme d'Hailly des vicomtes de Nieuport, baron de Poeke, comte d'Oomberghe, etc.
- de 1597 à 1642 : Jean-Baptiste (+1642).
- de 1642 à 1643 : Jean-François mort à la bataille de Rocroi en 1643.
- de 1643 à 1699 : Marc-Antoine (1617-Gand 1699).
- de 1699 à 1721 : Charles-François (fils ainé de Marc-Antoine), mort célibataire en 1721 à Poeke.
- de 1721 à 1722 : Marc-Antoine-Albert (1660 - Gand 1722).
- de 1722 à 1782 : Charles-Florent, fils de Marc-Antoine-Albert (1716 - Paris 1792).
- de 1782 à 1830 : Louis-Ernest (1743-1830 Poucques). Sans descendance, malgré ses 2 épouses.
- de 1830 à 1835 : Constantin-François, frère de Louis (1748-Bruges 1835).
- de 1835 à 1866 : Constantin-Adolphe (1807-1866 Poucques), petit-fils de Constantin-François.
- de 1866 à 1872 : Alfred (1835-1911?). Avec sa sœur Isabelle, il vend le château à Victor Pycke, décédé en 1875.
- 1875 : Inès Pycke en fait don à l'Œuvre Nationale des Colonies scolaires catholiques dirigé par les Petites sœurs de Saint Vincent de Paul qui deviendra plus tard « Dunes et Bruyères » (et acquerra aussi château de Serinchamps en 1947).

Le château était inexistant avant 1743. C'est à partir de cette époque que Charles-Florent-Idesbald entreprit des travaux très onéreux en y engageant sa fortune ce qui contribua irrémédiablement à la ruine de cette grande famille dont certains membres s'illustrèrent notamment dans les sciences.